# Апачи Джънкшън
Апачи Джънкшън (на английски: Apache Junction) е град в окръг Марикопа, щата Аризона, САЩ. Апачи Джънкшън е с население от 31 931 жители (2007) и обща площ от 88,7 km². Намира се на 525 m надморска височина. ZIP кодът му е 85200 – 85299, а телефонният му код е 480.